# Thierry Manzi
Thierry Manzi (Kigali, 12 luglio 1996) è un calciatore ruandese, difensore dell'Al-Ahly Tripoli e della nazionale ruandese.

## Carriera

### Club
Nella stagione 2013-2014 ha militato nella seconda divisione ruandese con l'Isonga. Dal 2014 al 2021 ha giocato in varie squadre della massima serie ruandese. Il 5 luglio 2021 viene acquistato a titolo definitivo dai georgiani del Dila Gori.

### Nazionale
Ha esordito con la nazionale ruandese nel 2016.

## Statistiche

### Presenze e reti nei club
Statistiche aggiornate al 16 luglio 2021.
| Stagione        | Squadra         | Campionato      | Campionato | Campionato | Coppe nazionali | Coppe nazionali | Coppe nazionali | Coppe continentali | Coppe continentali | Coppe continentali | Altre coppe | Altre coppe | Altre coppe | Totale | Totale |
| Stagione        | Squadra         | Comp            | Pres       | Reti       | Comp            | Pres            | Reti            | Comp               | Pres               | Reti               | Comp        | Pres        | Reti        | Pres   | Reti   |
| --------------- | --------------- | --------------- | ---------- | ---------- | --------------- | --------------- | --------------- | ------------------ | ------------------ | ------------------ | ----------- | ----------- | ----------- | ------ | ------ |
| 2021            | Dila Gori       | EL              | 0          | 0          | CG              | 0               | 0               | UECL               | 1                  | 0                  |             | -           | -           | 1      | 0      |
| Totale carriera | Totale carriera | Totale carriera | 0          | 0          |                 | 0               | 0               |                    | 1                  | 0                  |             | -           | -           | 1      | 0      |

## Palmarès

### Club

#### Competizioni nazionali
- Campionato ruandese: 3

Rayon Sports: 2016-2017, 2018-2019
APR: 2019-2020